# Sant Jaume de Cas
Sant Jaume de Cas és una ermita al paratge de Torres de Cas, al terme municipal d'Àger (Noguera), inclosa a l'Inventari del Patrimoni Arquitectònic de Catalunya.
L'ermita part del castell de Cas amb dues torres rodones. Es va voler traslladar a l'autopista com a element decoratiu amb forta oposició per part del municipi, aconseguint la restauració definitiva "in situ". Ermita abandonada d'una nau amb tres alçades creixents des de l'absis fins a la nau amb nínxols als murs interiors. Dues portes a la façana de migjorn, finestra espitllera a l'absis i lateral, i espitllera en creu al mur de ponent. Els arcs torals, reforç de la volta de canó, són continuació dels pilars rematats per capitells amb els relleus dels nobles de l'època. Els murs són de filades de carreus de pedra i la coberta ha estat restaurada amb lloses de pedra.